# Deutscher Buchpreis
Il Deutscher Buchpreis è un premio letterario tedesco attribuito annualmente al miglior libro scritto in lingua tedesca.
Assegnato a partire dal 2005, la cerimonia di premiazione avviene durante la Fiera del libro di Francoforte e prende in considerazione opere pubblicate in Germania, Austria e Svizzera.
Il montepremi è di 37500 euro così distribuiti: il vincitore si aggiudica 25000 euro mentre ai 5 finalisti vanno 2500 ciascuno.

## Albo d'oro[5]
| Anno | Autore              | Titolo                                                                                         | Traduzione                  |
| ---- | ------------------- | ---------------------------------------------------------------------------------------------- | --------------------------- |
| 2005 | Arno Geiger         | Es geht uns gut                                                                                | Va tutto bene               |
| 2006 | Katharina Hacker    | Die Habenichtse                                                                                | Gli spiantati               |
| 2007 | Julia Franck        | Die Mittagsfrau                                                                                | La strega di mezzogiorno    |
| 2008 | Uwe Tellkamp        | Der Turm                                                                                       | La torre                    |
| 2009 | Kathrin Schmidt     | Du stirbst nicht                                                                               | Tu non morirai              |
| 2010 | Melinda Nadj Abonji | Tauben fliegen auf                                                                             | Come l'aria                 |
| 2011 | Eugen Ruge          | In Zeiten des abnehmenden Lichts                                                               | In tempi di luce declinante |
| 2012 | Ursula Krechel      | Landgericht                                                                                    |                             |
| 2013 | Terézia Mora        | Das Ungeheuer                                                                                  |                             |
| 2014 | Lutz Seiler         | Kruso                                                                                          | Kruso                       |
| 2015 | Frank Witzel        | Die Erfindung der Roten Armee Fraktion durch einen manisch-depressiven Teenager im Sommer 1969 |                             |
| 2016 | Bodo Kirchhoff      | Widerfahrnis                                                                                   | L'incontro                  |
| 2017 | Robert Menasse      | Die Hauptstadt                                                                                 | La capitale                 |
| 2018 | Inger-Maria Mahlke  | Archipel                                                                                       | Arcipelago                  |
| 2019 | Saša Stanišić       | Herkunft                                                                                       | Origini                     |
| 2020 | Anne Weber          | Annette, ein Heldinnenepos                                                                     | Annette, un poema eroico    |
| 2021 | Antje Rávic Strubel | Blaue Frau                                                                                     | Donna blu                   |
| 2022 | Kim de l’Horizon    | Blutbuch                                                                                       |                             |
| 2023 | Tonio Schachinger   | Echtzeitalter                                                                                  |                             |
| 2024 | Martina Hefter      | Hey guten Morgen, wie geht es dir?                                                             |                             |